# 3,6-二甲基胆蒽
3,6-二甲基胆蒽（3,6-DMC）是一种有机化合物，化学式为C22H18。它可由1,2,6,12b-四氢-3,6-二甲基苯并[j]醋蒽烯和硫反应得到。它被用于小鼠引发肿瘤的实验，其肿瘤引发活性比3-甲基胆蒽高2~3倍以上。